# Vivian Hoo Kah Mun
Vivian Hoo Kah Mun (en xinès: 许家雯; n. 19 març 1990) és una esportista malàisia que competeix en bàdminton en la categoria de dobles. Va néixer a Kuala Lumpur. La seva parella actual de bàdminton és Woon Khe Wei, amb el qual té un rànquing de núm. 10 mundial.